# ねずみ男

水木しげるロードに設置されている「ねずみ男」のブロンズ像。

ねずみ男（ねずみおとこ）は水木しげるの漫画『ゲゲゲの鬼太郎』（旧題：『墓場の鬼太郎』）に登場する、主人公・鬼太郎の悪友。人間と妖怪との間に生まれた半妖怪。水木しげるが創作した妖怪キャラクターである。
通称は「ゲゲゲの鬼太郎」に対して、「ビビビのねずみ男」。「ビビビの〜」の通り名はビンタの音が由来と言われるが、アニメ第5作では金儲けの予感がするとヒゲが「ビビビ」と震える設定になっている。ネズミ男とも表記される。

## 人物像

### プロフィール
- 身長：160cm
- 体重：49kg
- 年齢：約360歳[注釈 1]
- 居住地：日本

縦長のラッキョウ型の顔でネズミのようなヒゲと前歯があり、ローブ状の布一枚を体にまとった姿をしている。「三百年生きているが、まだ一度も風呂に入ったことがない」と語る（実際は原作・アニメ共に入浴場面が何回か見られ、単に滅多に入らないだけである）日本一不潔な男で、「怪奇大学不潔学科卒業の怪奇愛好家」「『なまけ学』を修めて博士号を取得した」などと自称（詐称）している。一人称は基本的に「オレ」か「オレ様」だが（原作では稀に「ぼく」や「わし」も）、自分より強そうな妖怪を煽てる時などは「わたし」、弱気になった時は「アタシ」でオネエ口調になることがある。カナヅチである。
妖怪としてはネズミの妖怪（同じ系統の妖怪に鉄鼠、旧鼠がいる）に属するため猫そのものや猫系の妖怪（化け猫、猫又など）にはめっぽう弱く、特に猫娘に対しては「我が生涯の天敵」（第5作2話）、「猫は猫娘だけでコリゴリだ」（第3作3話）と語るほど苦手にしている。
厄介事を頻繁に起こすトラブルメーカーで、欲に目が眩んで鬼太郎の敵側に就くも結局最後に失敗する、鬼太郎や猫娘に懲らしめられる、改心して鬼太郎に味方するというのが典型的な行動パターンであり、善悪の中間に位置するトリックスターとしての役割を担っている。

### 出自
人間と妖怪との間に生まれた半妖怪とされるが、ネズミだけが棲息する島になぜか人間が1人産まれ、それがねずみ男だとする説もある。
原作『鬼太郎地獄編』では人間界と地獄の中間に「ねずみ男の故里」が存在し、彼は幼い頃にそこから現世に迷い込んだとされている。「ねずみ男」とは彼の故里に住む種族名を指すものであり、本名はペケペケ（水木しげるの出兵したニューブリテン島のトライ族の言葉で「大便」の意味）ということが明かされ、生き別れになっていた母親も登場している。

### 初期の登場
原作は貸本漫画「下宿屋」から登場。最初は四代目ドラキュラの下男という身分で、主人の新居を探す際に夜叉に操られた鬼太郎が営む下宿屋を見付けた。またその直前、雨に流されて気絶していた目玉おやじを拾い、食欲を感じた主人に天ぷらにして食べさせている。鬼太郎親子とは多くのいさかいのすえ、幽霊電車によって実力を見せられて降参する。リメイク版の「おどろおどろ対吸血鬼」では途中で物語から消えてしまう。
鬼太郎親子との出会いについては、別に以下の2通りが描かれている。
- 貸本版「おかしな奴」では、鬼太郎が父からちゃんちゃんこを授かった直後に現れ「自分は怪奇界の名士を多数育成してきた」と偽って[注釈 8]鬼太郎親子に取り入る。小学館の「鬼太郎大百科」における「鬼太郎の誕生」でも同様の説明がなされ、さらにコミックボンボンで連載された「最新版 ゲゲゲの鬼太郎」の回想シーンでも、この展開が語られている。アニメ版は、「墓場」第2話で下宿屋で会うより前にこれを元にした場面がある。鬼太郎親子は原作ではその話を信じた様子だが、アニメでは信じなかった。
- 講談社刊『小説ゲゲゲの鬼太郎』第1話「鬼太郎の誕生」では、鬼太郎が育ての親の家を出た直後、猫娘から魚を横取りして逃げて来る。ここでは鬼太郎と出会う以前から猫娘や砂かけ婆らと面識があった設定になっている。

### 性格

鳥取県境港市・水木しげるロードに設置されている「ねずみ男」のブロンズ像。

基本的には鬼太郎たちの仲間だが、「自身を守るために、強い者に絶対服従するのが当たり前」（アニメ第3作1話等）という考え方の持ち主であり、悪党妖怪の口車に乗せられて買収されたり、鬼太郎より敵側が強いと判断するやいとも簡単に鬼太郎たちを裏切るため、原作『妖怪獣』では目玉おやじに「お前は敵なのか味方なのか」と責められている。鬼太郎が有利になったり、自分が騙されていたと気付くとすぐに掌を返して戻ってくるが、そのくせ、恩というものを感じることが少なく（反省することはあっても懲りるということが少なく、時々その場では懲りても、直ぐ忘れる）、鬼太郎たちに助けられても口だけの感謝で済ませることがもっぱらである。時には反省心から真面目になろうと思う事もあるが、長続きせず時間が経つと当初の気持ちを忘れてしまい、つい欲望に負けて同じことを繰り返している。
目的達成（主に金儲け）のためには手段を択ばず、窃盗や詐欺を働いたり、怪奇趣味が高じて封印された妖怪を蘇らせる等の悪事を毎度のように行っている。その結果、罪もない人間を犠牲にしたり破滅させることになっても平然としている場合も多く、鬼太郎に対しても奈落の底へ突き落としたり、悪党と共謀して毒殺しようとする、果ては内臓を売り飛ばそうとするなどの所業を行っているが、本人なりに越えてはならない一線がある為、手を組んだ悪党妖怪や卑劣な人間達の度が過ぎる行為を見て、「さすがにやり過ぎかも」と良心との板挟みになることも稀にあり、「どうしようもない奴だが、根っからの悪人では無い」と鬼太郎たちからは認められているため、行った悪事に対する処罰の大半は軽い折檻程度で済まされることが多い。
普段は主に金と女性と食い物のことぐらいしか頭に無く、日頃より新たなビジネスの発見・開発や人間妖怪を問わず怪しげなコネづくりなどを行っている。（正しい方向に発揮される事は少ないが）高い情報収集力、人間社会への適応力と対応力の高さ、探求心と想像力、頭の回転の速さ、カリスマ性等は際立っており、金には汚いが気前の良い一面もあり、羽振りが良い時には仲間の妖怪達に食事をおごったり小遣いを渡したりすることもある（ただ、「あの時のおごりで借りは返した」と火急の助けを渋る言い訳にしたこともある）。貧富に関して独自の美意識を持っており、何十年も前に一文無しになった際、鬼太郎親子がお茶漬けを食べさせてくれた事を「金持ちがおごるステーキより、貧乏人が食わせてくれるお茶漬けの方が何倍も価値がある」と語り、この時ばかりは恩を感じている。
現実主義者であるが、その一方で案外なロマンチストでもあり、貸本『顔の中の敵』でがま令嬢に恋した時には「今まで恋という物を罵り軽蔑してきた」と心情の変化を語っている。それ以降は度々女性に恋心を抱く女好きとして描かれ、『ねこ娘とねずみ男』以来、金儲けが好調の際は度々結婚願望を口にしている等、根底には孤独を恐れ、他者からの愛情に餓えている面がある。ただし、女性に嫌われる要素が多い為に相手にはされず、そうでない場合でもねずみ男の好みでないか女性側に利用されて終わる事が殆どである。アニメでは稀に相思相愛になったこともあるが、いずれも一話の内に哀しい結末を迎えている（第3作劇場版第4弾や第4作24話では死別、第5作80話では元彼とよりを戻すなど）。第6作24話では石妖の結婚詐欺に遭い、最初は騙された事に憤っていたものの、本当は彼女を憎みきれていない事に気付き、身体を張って赦そうとする純情さも見せている（原作では見逃さなかった）。
連載時期によっては（1980年代マガジン版など）、鬼太郎よりも積極的に妖怪退治に乗り出したり、気の毒な境遇の少年に同情して助けようとしたり、不良少年にお説教したりと、損得抜きの純粋な正義感で行動することもある。

### 金儲け・住居
普段はごみ箱を漁ったり借金取りに追い回されるような貧乏暮らしで、所持品は着衣の他は皆無だが、チャンスさえあれば口八丁手八丁を駆使して財を成し、服装も背広等を着用するようになる。金儲けのために様々な肩書を自称し（主な例として妖怪研究家、探偵、コンサルタント、ボディーガードなど）、鬼太郎の代理人を名乗ることも多く、時には自分が鬼太郎本人であると詐称することもある。特に初期は「妖怪研究家」の肩書きのもと鬼太郎を妖怪退治に利用し、被害者や依頼人に対し報酬や鬼太郎の仲介料を要求するのが常套手段。また、妖怪の能力を利用した怪しげな商売を数多く立ち上げたり、妖怪の被害に付け込んだインチキ商売を行なったりして荒稼ぎをしている。しかし大抵の場合は鬼太郎にバレて全額返金させられ、もとの貧乏に戻るのがお決まりであり、第6作31話では「お金儲けのセンスが無い」とねこ娘に評されている。
肉体労働のアルバイトや、マンガ家の担当編集者（『ガマ妖怪』）といった真っ当な仕事を偶にすることもある。祭りなどのイベントに便乗して商売をすることも多く、第3作劇場版第3弾では、わたあめ屋・焼きとうもろこし屋・かき氷屋、第3作84話で焼き芋売り・アイス売り、第5作25話では弁当売りといった露店商や立ち売りに精を出すことも多い。
定住している場所は作品によって異なるが、『地獄編』で彼の家が登場している。原作では鬼太郎の家に居候しており、アニメ第1、2作でも鬼太郎の家に入り浸っている描写が多い（一軒家が登場したこともある）。第3作では古アパートやテントに住んでいる。第4作では16話で廃アパート、69話で線路の下で寝ている描写などがあった。第5作では妖怪横丁で家を作っては壊して（または32話のように壊されて）移り住んでいる（38話では長屋の裏に小屋を建てていた）。第6作では古アパートの一室で暮らしている（20話では出した名刺に「住所不定」と記載されていた）。

### 鬼太郎との友情
鬼太郎とは周囲が「切っても切れない仲」「典型的な腐れ縁」と評する悪友同士。基本的に鬼太郎のことは呼び捨てにしているが、彼に助けを求める時は「鬼太郎ちゃん」「鬼太ちゃん」と呼んでいる。しょっちゅう裏切るせいで、鬼太郎に対しての友人としての振る舞いは、利用価値があるゆえの見せかけ・演技に見られることもあるが、原作・アニメ双方において、時には損得勘定なしに素直に協力し（「大海獣」等）鬼太郎のために尽力しており、この際には仲間の誰よりも進んで行動する節もある。『ゆうれい電車』では鬼太郎と二人で人間を懲らしめたり、『吸血鬼エリート』ではエリートに味方していたが鬼太郎がエリートの溶解液で溶かされそうになった際にエリートの味方になるよう説得しようとしており、強情な鬼太郎の顔を張りながら思わず涙を流すなど、友情を感じさせる場面も少なからずある。原作『鬼太郎地獄編』では、せっかく会えた故里の母親と別れてまで鬼太郎たちに同行することを選んでおり、彼の「義理というものがある」という発言に「ねずみ男族がそんなことを言うとは」と母親から驚かれている（ただし、猫娘と牛鬼は「義理人情は言い訳で、興味のある所へ行くだけのエゴイスト」と酷評している）。
鬼太郎もねずみ男の言動に辟易しており彼の悪事に対し絶交を言い渡すこともあったものの、彼が命の危機に瀕すると必ず救いの手を差し伸べている。『ねこ娘とねずみ男』ではインチキ宗教「長寿教」を興しインチキ丸薬を売りつけた罪により閻魔大王が「ねずみ男を退治せよ」と鬼太郎に命令した際も、鬼太郎は彼との友情からためらいを見せたり、『妖怪大裁判』ではねずみ男のせいで無実の罪に陥れられそうになったが、最後には彼の偽証罪による1年の入牢を3か月に減刑させている。しかしすべての悪事を許すわけではなく、度が過ぎるとお仕置きをしたり愛想を尽かして見捨てたりもしている。『鬼太郎夜話』の結末付近では、対立の末に人狼と組んだねずみ男が鬼太郎に毒饅頭を食わせたあげくトランク詰めにして海底に沈めようとしたり、鬼太郎の方も人狼を絞殺した後で目玉おやじと不気味に笑いながら「もうひとりの男は」「あと数分たらずであの世行きだ」と語り合うなど両者本気の殺し合いにまで発展したが、最終的にはねずみ男が降参したため許し、旅に出るあいだ家の掃除と留守番をさせることで手打ちとした。
第1作の初期においては10話で西洋妖怪軍団に捕らわれ、鬼太郎を裏切るように脅迫されながら、ハッキリと拒否する（ただしバックベアードの催眠術により無理矢理裏切らされる）など、鬼太郎との友情には厚い描写があった（第1作の後期になるに従い、友情を簡単に金で売るようなキャラクターとして描写されるようになっていった）。
第2作の15話「牛鬼」では牛鬼に乗っ取られた鬼太郎が迦楼羅の笛によって火山に誘導されて落とされた時に、「こんなことになるんならもっと鬼太郎に親切にしてやればよかった」と涙ぐみながら後悔し、「鬼太郎は村のみんなの為に死んだんだ」と語る目玉おやじに「バカ言え！みんなの幸せなんかどうだっていいんだ！俺は鬼太郎が生きててくれた方がいいんだ！」と真顔で言っていた。
第3作では鬼太郎の態度や折檻が厳しく描かれ、原作以上に鬼太郎を裏切り懲らしめられる部分（鬼太郎に散々殴られ、罪滅ぼしとしてただ働きさせられるなど）も垣間見えた。しかし鬼太郎も彼のことを友人だと思っており、共にラーメンを食べに行ったり、敵に捕まってピンチに陥った彼を仲間として心配することも多い。熱を出して寝込んでいた際にねずみ男から手厚く看病を受ける等、友情も強く感じており、閻魔大王から彼を死刑にしろと命令された際も困った奴だが根は悪い奴ではないと評している（55話「マル秘指令!!ねずみ男は死刑だ」）。ねずみ男も52話で一方的に犯人扱いされて鬼太郎たちに絶縁されるも、事件の首謀者である逆柱からの誘いを断り、逆柱の妖術から鬼太郎たちを助けることを選ぶ気概を見せている。
第4作では事件先に既にねずみ男がいて敵対関係になったり、彼が原因を引き起こしたり、鬼太郎を利用した金儲けを思いついたり、バイト先などで事件に巻き込まれ鬼太郎に助けを求めることが多くなっている。距離もこれまで以上に離れており、鬼太郎に「親友だろ?」と言っても「誰が親友?」と受け流されている（10話）。しかし、鬼太郎が逃亡犯に銃で撃たれて倒れた際に心配して駆け寄ったり（35話「鬼太郎の地獄流し」）、商売が成功して羽振りが良くなった際に鬼太郎に食事を気前よく奢ったり（53話「霊園行き！幽霊電車」）もしており、鬼太郎もねずみ男の言い分が正しければ協力したり（11話）、ねずみ男の結婚の報告に猫娘達が疑う中で素直に祝福したり（24話）、ねずみ男が巨大樹マンモスフラワーに変化した際に必死に彼を助けようとする（65話）など、鬼太郎と共に行動することは少ないだけで友情の強さを感じさせる場面も見られる。
第5作では互いの友誼がしばしば描かれ、悪友という面が強調されている。一緒にふらりと旅に出ることも少なくないらしく、42話では共にドライブに、84話では妖怪昆虫採集（鬼太郎はねこ娘と映画を見に行く約束をすっぽかした）に出かけたりもしている。14話では牛鬼に憑りつかれ、体を乗っ取られたねずみ男を救うため鬼太郎が「あまり誉められた性格じゃないけど友達だもんな」と身代わりとなり活火山の火口に身を投じたり、27話ではねずみ男が黄泉の国の霊石を盗んだ罪で無間地獄に落とされそうになった際に「どうしようもない最低の奴だが、地獄に落ちるほどの悪党ではない」と評している。ねずみ男も47話の妖怪大裁判で百々爺に協力するふりをして裁判で鬼太郎の無実を証明するなど友情に厚い面を見せており、また裏切り時も鬼太郎を放っておけず助けることもある（54話、劇場版『日本爆裂!!』など）。その他の親しい知り合いには白山坊がおり、11話で彼が営んでいる寄席について「何百年同じネタをやってるんだ」と呆れて苦言を呈していることなどかなり古い付き合いと示唆されている。
第6作では羽振りが良くなった際には鬼太郎に気前よく奢ろうとしたり儲け話に誘ったりと、本人なりに鬼太郎に親切にする様子も見られるが、共に行動する頻度は少ない。だが鬼太郎がねずみ男を見捨てずに助けようとし、その際にねずみ男も彼を救うために奮闘することもある(13話、34話など)。49話では名無しによってねこ娘に続き目玉おやじを失い絶望に囚われていた鬼太郎をねずみ男が叱咤激励し、今すべき事を認識させ戦意を取り戻させる活躍を見せた。鬼太郎は62話で悪事を働き石動零に捕らえられたねずみ男を「痛い目にあって詫びれば、それを許せる自分でいたい」と庇っているが本心では49話の件に感謝していたための行動であることをねこ娘に伝えている。95話で鬼太郎が妖怪大同盟に対抗するため、総理に共闘を申し入れようとした際に同行するも、鬼太郎は総理に銃撃され消滅し、鬼太郎の仇討ちのために不本意ながらもぬらりひょんの勧誘を受けて妖怪大同盟に加入してしまう。最終話では鬼太郎の死と終わらない戦争に絶望し悲しみに暮れていたが、アデル・アニエス姉妹から鬼太郎が無事だということを聞かされ驚喜して駆け付け、復活しバックベアードに立ち向かう鬼太郎を応援するべく、砂かけ婆と協力して動画配信を行い妖怪と人間の和解に貢献することになった。

### 妖怪仲間たちとの関係
持ち前の悪臭のせいで敬遠されたり、オオカミ少年よろしく半ば自業自得とはいえ、犯していない悪事の疑いをかけられ（第4作100話など）て挙句に弁明を聞き入れてもらえない等、あまり信用されてはいないのだが、お祭り騒ぎをする時はねずみ男がいないと盛り上がらないらしく、ムードメーカー、幹事役としてはその能力を買われているふしがあり、それなりに鬼太郎ファミリーとは強い絆で結ばれている。原作『妖怪軍団』で一時倒れた際には、よく彼を怒る砂かけ婆にすら「宇野重吉に並ぶ名脇役だったのに」と惜しまれており、アニメ第2作26話『大首』でポックリ病で死んだ（大首とその配下の骨女に魂を抜かれた）際も、子泣き爺の家で葬式がとり行われ、戒名に「伊蚊様院小悪党居士（いかさまいんこあくとうこじ）」と付けるなど小バカにした発言も多少挟んだが皆がねずみ男を悼み、特に猫娘は泣き伏すほどの悲しみようだった。また、原作『石妖』ではねずみ男の突然の結婚の知らせ（石妖の結婚詐欺だったが）に皆が驚きつつも心から祝福し、特に砂かけ婆は「お前に口うるさかったが、嫁さんがきてくれてうれしい」と感涙している。

### キャラクターの背景
鬼太郎親子と出会う以前、半妖怪であるという理由で人間と妖怪の両方から蔑まれた経験があり、それ故に人間だけでなく妖怪の裏と表…つまりは「身勝手で自分の都合しか考えていない救いようのない存在は、人間だけに限らず妖怪の中にだっている」という冷たい現実について鬼太郎達以上に理解しており、鬼太郎達の様に同族である妖怪達の悪事を事情があるとはいえ時に擁護してしまうスタンスには、冷めた目で見ている事もある。また、根底にある人情深さから、自身と同じように孤独な境遇にある者には共感を見せる事も多く、第3作31話では寂しさから悪戯をしていたかわうその境遇に自身を重ねて庇ったり、第6作56話で吸血鬼ジョニーの過去に対して共感したりもしており、第6作49話では名無しの目的が人間も妖怪も滅ぼすことだと気付き鬼太郎に伝えていた。その一方で鬱屈した面はあまり見られず、むしろ逆境に強い精神的なタフさが目立ち、『劇場版 ゲゲゲの鬼太郎 日本爆裂!!』ではヤトノカミ配下の大蛇女に「私と同じ、孤独とこの世界への憎しみを持って生きてきた」とヤトノカミへの寝返りを勧められた際には「俺は誰も憎んでいないし、孤独でもない。自分を慕ってくれる友達もいる」と鬼太郎達との友情を吐露している。
天涯孤独の存在ゆえか家族に対する憧れは強く、後々悲劇や裏切りに終わる事が多いが、たとえば妻や家族、同居人など扶養対象ができた際には、血のつながりや種族の壁を越えて真摯に世話を焼き、朝から晩まで勤労する事も厭わないなど慈愛や責任感に溢れており、差別を受ける等の不憫な幼少時代を送って極端に捻くれてはいるが、根はむしろ善人に近い部分がある。ねずみ男本人も「親子の愛情とかそういうのには弱いんだよ」と認めており、特に子供にだけは甘いところがあり、損得抜きで優しく接することも少なくない。
『不思議な家』（水木しげる漫画大全集 ゲゲゲの鬼太郎⑪大ボラ鬼太郎他 より）にて人間を調べている事件の黒幕たる存在より「理想的な心を持つ人間」「人間代表たる者」と評されており（それで事件解決となった）、そのことに鬼太郎も同意していたのはもちろん、目玉おやじも認めていたため「（この事件調査に）なんとなくねずみ男と一緒に行かせた」と述べており、善悪込みで人間の本質を示す存在であることが示唆されている。

## 能力
元来の性格と保身を最優先するという信条のため、逃げ足が早く戦闘は不得手だが、鬼太郎も認める天性のしぶとさがあり、逃げられなくなった際に咄嗟の頭の切れや馬鹿力を発揮し、独自の能力を用いた奇襲を成功させることも多い。下記の悪臭技（妖力を使用する事で威力を増す）やネズミと話せる以外に妖術・特殊能力等は普段見せず、他の妖怪からも非力同然な存在のように見られることも多いが、人間では開ける事が絶対に不可能な刑天の封印を解いたり（第4作102話「凶悪！中国妖怪刑天」より。ほんの少しでも妖力があれば解封が可能）、人間よりも遥かに強い生命力や後述のいくつかの妖怪としての特殊能力も時折披露している。

### 妖術・技
全体として、鬼太郎や砂かけ婆ほどではないが多彩であり、一見すると取るに足らないようでも、本人の機転で有効利用されて状況を好転させることも多く、その意味では同じ半妖怪である猫娘と対照的である。
不潔であることが特徴かつ習性（偶に温泉などに入ることもあるが）。最も特徴的なのが「武器になるほどの強烈な悪臭」であり、ねずみ男が本気になり妖力を加えれば更に凄まじい威力を発揮し、彼（の臭い）無しには勝てなかった、または鬼太郎たちを全滅の危機から救ったことも多々あった。自身の臭いについては基本的に無頓着だが、アニメ第5作2話で普段の衣服を「久しぶりに嗅ぐと臭え」と発しており、第6作38話で火車に体を入れ替えられた際には自分が放屁を食らわされて失神している。
口臭
ガマガエルやオケラを常食し、滅多に歯を磨かないため（登場初期は「10年間磨いていない」と言われた）強烈な悪臭を放つ（『鬼太郎大百科』では悪臭を作り出す「口臭袋」という器官が体内に存在するとされている）。その威力はとても凄まじいもので、息を吹きかければ10メートル離れたところを飛ぶ蝿を落とし、至近距離なら人間を即時に卒倒させるほど。原作『妖怪反物』では中国妖怪の首領チーに操られた人々を一吹きで全員失神させ、井戸仙人からも「催涙弾よりも効く」と評される。アニメ第1、2作では主要な技として使われており、第4作40話では猫娘に引っ掻かれたお返しに反撃した。劇場版『妖怪特急! まぼろしの汽車』では魔女相手に放つが香水の香りと思われ通じなかった（ただし一週間ため込んだ熟成の屁で倒すことができた）。第6作では後述の屁を「たった一つの大技」とも称しており、口臭で直接相手を攻撃する描写などは見せなくなっている。
屁
自他共に認めるねずみ男最大の必殺技。口臭を遥かに上回る強烈な悪臭で、嗅いだ者は総じて意識が遠のき、更には目にしみて涙が止まらなくなる。鬼太郎や吸血鬼エリートのような強豪妖怪ですら失神させる威力を持ち、アニメでは第3作以降から頻繁に使用している。ロケット噴射に近い風圧で放たれるため、まともに喰らえばショックで心臓麻痺を起こすこともあり、人間ならあまりの悪臭に発狂や即死に至る危険がある（『アホな男』ではヤクザを全滅させた）。ねずみ男の弁によると古い傷んだ食べ物を「燃料」として消化することで体内にガスが蓄積され、腹の中で熟成させることで威力を増すとのこと。その圧力とメタン濃度ゆえ、屁に点火すれば原子力ならぬ「屁子力（へしりょく）」と呼ばれる（原作『煙羅煙羅』より）ほどの火力・爆発力を発揮し、火炎放射器の代用として使われたこともある。
衣服
非常に不潔な布切れ一枚（原作では「皮衣」や「ガウン」とも表記される）で、ほぼ唯一の常備財産（いわゆる一張羅）。その下は全裸か褌一丁（アニメ1,2作では腹掛けを着けることも）。二百年は洗濯していないと原作『さら小僧』で言及されており、これを被せられたさら小僧は余りの不潔さに発狂してしまった。自ら叩いたりすることでその悪臭が周囲に拡散することもあり、第3作劇場版第1弾ではこれを利用して逃走を試みている。
滑空
原作『大海獣』で使用。着衣状態のまま裾を広げることでムササビのように滑空ができる。第6作81話ではウイングスーツのように広がっており、『妖怪特急! まぼろしの汽車』では脱いでパラシュート代わりに使用し「何にでも使える万能マント」と称している。
屁バリング（ヘバリング）
アニメ第5作38話で使用。衣服の中に屁を充満させて膨らませ、即席の救命マットにする。珍しく自身を投げ打って他者を守る技であり、高所から転落した見越し入道の赤ん坊を受け止めた。
ビンタ
通り名の「ビビビの～」はこのビンタ（ビビビビンタ）に由来すると言われる。概ねは片手の往復ビンタだが、一発ビンタや両手の往復ビンタの場合も同様な表現をされる場合がある。これには単に音だけではなく「ビビビ」という軍隊へ召集された時の水木が殴られた時に感じた衝撃感も含まれており、「ビーン」と振動で延ばす描写も少なくない）。吸血鬼エリートですら「強烈なパンチ」と評している。3期では鬼太郎ですらビビビンタを食らっており、しばしばねずみ男と大喧嘩になる。
弁舌
プロの詐欺師並みに聴衆を誑かし金品を巻き上げる（『ねこ娘とねずみ男』等）、妖怪の存在に懐疑的な人間をも言いくるめて交渉を成立させる、鬼太郎や敵妖怪を上手く丸め込む等、天才的な口の上手さの持ち主。胡散臭い「お札付きサバイバルセット」を啖呵売で言葉巧みに完売させたり（第3作劇場版第4弾）、「妖怪ラリー」「地獄マラソン」などの競走系の大会では実況役として大いに活躍したりもしている。
歯
ネズミの妖怪ゆえに歯が丈夫。目玉おやじから「まるでノコギリ」と評されており、壁を齧って穴をあけたり（『霧の中のジョニー』、アニメ第1作16話）、仲間を縛った縄を噛み切ったり（原作『地獄篇』1,2話、『ゲゲゲの鬼太郎新妖怪千物話』1話）、『千年呪い歌』では濡れ女を封印していた岩戸まで食い破っている。「卑しいから強い歯が育ったのか、強い歯を持つから卑しくなったのか判からない」と小学館『鬼太郎大百科』で解説されている。
なお、原作・第4作・第5作では「前歯は出ているが口は描かれない」という状態の顔が多い（他シリーズでもたまにこの状態で描かれる）。
ヒゲ
頬に生えている左右合わせて8本のヒゲは匂いを嗅ぎわけることができ、アニメ第5作では金儲けの予感がすると「ビビビ」と音を立てて震える。
アニメ版『墓場鬼太郎』では、彼のヒゲを煎じた毛生え薬を飲んだ死にかけの老人が若返っている（ねずみ男のようなヒゲが生え、ヒゲを切られると老衰死した）。
皮膚粉
全身にインキンタムシ（銭たむし）や疥癬などの皮膚病が出来ていて皮膚を掻くと不潔な粉が落ちる。『鬼太郎夜話』で鬼太郎に向けて粉を落とした際、目玉親父が「触れると漆にかぶれたようになる」と忠告した。
生命力
アニメ第3作劇場版『妖怪大戦争』では頭上でダイナマイトが爆発するも無事に生還する、第4作16話冒頭で白うねりが生やした大量のカビに覆われるも平然と寝続ける等、鬼太郎ほどではないが「人間ならば確実に命を落としたり、健康を害する状況（特に不潔な環境下）をものともしない強靭な生命力」の持ち主。幾度となく妖怪に食べられる、妖力や生気を吸い取られる、魂を奪われる等の目に遭っても結果的には元に戻っており、『アホな男』では彼から輸血された瀕死の老人が生命力を受け継いだことで全快した上に若返っている。
悪食
胃腸の殺菌能力が発達しているため、腐った物を食べても平気。普段は芋虫の天ぷらやガマガエルを食べたり、人家のごみ箱を漁ったりして食料を得ており、ナメクジやゴキブリを好物としている（『のっぺらぼう』、『鬼太郎の世界お化け旅行』第1話）。
ねずみ語
ネズミと会話できる。人探しなどの情報収集や鬼太郎への伝言を頼んだりと有用性が高く、ネズミ以外の動物では、カラス、ゲジゲジ（第4作74話）、コオロギ（第5作75話）等と会話をしている。
寄生能力
どんなに困窮しても、他人の生活に擦り寄って最低限の生活を確保する能力がある。小学館『鬼太郎大百科』で解説された。
妖力波放射（妖力付与）
体内で貯めた妖怪エネルギーを様々な形で撃ち出す技。仲間妖怪に放射する事で強化する事などできるが、ねずみ男のエネルギーは黄土色でくねくねした弱いもの（時には「臭い」と言われることも）。攻撃に使った事は一度もなく、ねずみ男のそれは（臭いはともかく）攻撃に転用できるほどの威力があるのかは不明。詳しくは鬼太郎の項目を参照。アニメ第4作の52話や77話では他の妖怪と同時に妖力波を放っているが、ねずみ男の妖力はあまりまともに飛ぶことができなかった（しかし、104話では他の妖怪と同等の妖力を放出している）。アニメ第4作103話では旧鼠の配下のネズミに自身の妖力を送って旧鼠の支配から解放し、鬼太郎への伝言を頼んでいる。
透明化
鬼太郎のカメレオンの術に相当。アニメ第3作6話では透明になる（あるいはカメレオンのように身体の色を変えて背景に溶け込む）技を披露している。第6作10話では、犬山まなを陰で助けるために姿を消して彼女の学校へ侵入しており、この時は教職員や一般生徒たちはもちろん、妖怪が見えるはずのまなにも「突如現れた天井の人型の染み」や「見えない何者かの声がする」としか認識されていなかった。
他にも第4作53話や第5作20話では鬼太郎や猫娘たちと同様に、闇の中に溶け込み姿を消す術を使用している。
痰壷地獄
劇場版『日本爆裂!!』で使用。口から黄色い痰を吐きつける。鏡爺が鏡を使えないようにした。
擬態・変形
第6作10話にて使用。体を変形させて狭い場所に身を隠したり、蛇のように細長い姿で這って逃げたり、机などの身近なものに擬態する。妖怪としての能力かどうかは不明だが、これで猫娘の目を欺いて逃げ切る程度には高い隠密性を持つ。
小便
股間から小便を出して（股間の部分は映らない）相手にかける。その尿は『陰摩羅鬼』でねずみ男を往診した医者から、「天然記念物になるかもしれない」と言及されたほど臭気が強く汚い。アニメ第3作70話では塩水が弱点の雲外鏡にかけるが、反撃を食らって股間を負傷した。第4作50話では姥ヶ火にこれで攻撃しようとしたがその前に燃やされ、猫娘に「下品」と突っ込まれた。第6作では大量に長時間出すことができ、2話では見上げ入道を封じていた札に立ち小便をかけて蘇らせてしまい、62話では黒坊主の本体である絵にかけて弱体化に成功した。
マタタビ
猫に襲われた時に酔わせて難を逃れるため、懐に忍ばせている。『ばけ猫』にて、猫の亡霊達に襲われた鬼太郎をこれの煙で助けた。
霊界電話
「鬼太郎霊団　阿部の奉連想」「セクハラ妖怪いやみ」で使用。骨のようなデザインの携帯電話状の機具で、霊界にいる鬼太郎達に連絡する際に使う。受信する鬼太郎側は特に機具を使っている様子はない。

### その他
各々の使用回数は少ないものの以下のような特殊能力を見せており、妖怪としての基本能力は持っている。
- 原作『妖怪大統領』では、鬼太郎のちゃんちゃんこの力もあるが、自分のヒゲを髪の毛針のように飛ばしていた。
- 『牛鬼』で牛鬼に呑み込まれた時は体内でその脳波を感知し、それで得た情報を脱出後に鬼太郎に話している。
- 『幽霊家主』では、目玉おやじから魂を離脱する術を習得している。ただし離脱中の肉体の用心を怠り、後でひどい目に遭った。
- 原作『鬼太郎の世界おばけ旅行』では、キーエフ配下の吸血鬼の大群に襲われた際、瞬時に地中に潜って危機を回避した（地面からは彼の足の裏しか見えない状態で、鬼太郎は足首だけ残して食われたかと誤認した）が、自力で戻れず鬼太郎に引っ張り出してもらった。
- 原作『鬼太郎の世界お化け旅行』では、ブードーの神に全身を溶かされるが、両の目玉だけで目玉おやじのような姿となって生き残る[16]。
- 漫画原作『地上絵の秘密』では古代語の「雲語（クモ語）」なるものを理解し話すことができるとされ、古代書を理解することが目玉おやじほどではないができる。「これができる者は俺と目玉おやじくらいだ」と話している場面がある。しかし理解があまかったため読み違い、古代書の中に閉じ込められたが、目玉おやじが呪文を逆さまにとなえると本から飛び出てきた。また、原作『井守』では邪馬台国で使用されていた古代日本語を完璧に理解し話す事ができた。
- アニメ第6作第48話では、オメガトークに煽られてゲゲゲの森襲撃に向かう人間の群衆から立ち上る憎悪の黒いオーラが見えている。また同作最終話では鬼太郎を応援する者たちから憎悪とは対極の白いオーラが見え、動画配信での応援呼びかけを思いつく。

また、半妖怪ゆえに妖怪に有害なものが彼には効果半減、あるいは無効になる事がある。
- 『ふくろさげ』でふくろさげの封印を解いて妖怪エネルギーを吸い取られた際、人間としてのエネルギーは残って助かった（アニメ第3作版では、子泣き爺達がエネルギーを吸われて全身青白く萎れる所を、ねずみ男は右半身だけ萎れた）。
- 『こま妖怪』では妖力を吸引する岩をものともせずに動かして、行動不能になっていた鬼太郎を救出している（ただし、その岩を投げて鬼太郎を下敷きにしたのは妖怪あまめはぎである）。
- アニメ第3作100話では鬼道衆の本拠地を囲む結界（純粋な妖怪は衝撃を受け通れない）を素通りできた。目玉親父はこれを利用して、ねずみ男を貢ぎ物に隠して敵に運び込ませる「トロイの木馬作戦」を発案した。この性質により妖怪を封印した所にも支障なく触れる事ができ、『千年呪い歌』では純粋な妖怪では触れることができない岩戸を齧って濡れ女の封印を解いた。

## アニメでのねずみ男
アニメでは原作で見せる異常性や非道さは控えめで、“小悪党だがどこか憎めないお調子者”としての側面が強調されている。特に第3作では、想いを寄せる天童ユメコの歓心を買うため、色気への執着も多く描かれている。なお、第3作以降では彼専用のBGMが制作・使用されている。

### 第1期・第2期
原作同様に悪い手で金儲けを企む。鬼太郎の住まいに入り浸って新聞を読んだり食事にありつくシーンが多い。また、原作同様に鬼太郎と一緒に行動することも比較的多い。1作目の第2話から登場しており、以降毎回登場し妖怪の事件に絡んでいる。ずる賢さや鬼太郎への裏切りが歴代でも目立ち、場合によっては鬼太郎に襲い掛かることもあった。猫娘との天敵関係、力関係は第1作の時点で確立している。衣の色は、第1作ではモノクロ作品であるため「色」としては不明であるが、どちらかというと明るい色（すなわち黄色に近い）で表現されており、2作目では灰色である（放映前後の一部のイラストでは原作のとおり黄色になっているものもあった）。
第1作では妖怪研究家や怪奇愛好家であることを自称する傾向があり、研究などの名目であくどい金儲けをすることも多々あった一方で、無償で鬼太郎に協力することも多かった。しかし、そうやって知識人ぶる割に常識的な教養を欠いた発言で呆れられる事も少なくなく、模倣犯的行動を取って警戒していた人間達に捕まり、鬼太郎親子を呆れさせるパターンもある。
第2作では妖怪研究家の肩書は影を潜め、鬼太郎のマネージャーを名乗り鬼太郎を利用することが増える。自分の調子の良い時に鬼太郎の親友であることを強調するが、自分の身が危うくなると鬼太郎を平然と見捨てる事も頻繁だった（鬼太郎達よりもずっと戦闘力の低いねずみ男では、「ミイラ取りがミイラになる」だけで終わったパターンも多いが）。第1作よりもあくどさが増し、口調もいかがわしさに磨きがかかり、多額の報酬目当てで鬼太郎をおびき寄せるパターンも多々ある為、目玉親父からは毎回散々な物言いをされることが多い。鬼太郎からも何度か呆れられている（逆に目論見を邪魔されてねずみ男が憤慨することもある）が、裏切って罠にはめた際に屈託なく許された事もある等、比較的友人として扱われている。また、死神に兄と騙されて加担してしまった後は、鬼太郎以外の妖怪達から遂にゲゲゲの森を追い出されそうにもなったが、これに関しても自らの孤独な境遇を理解していた鬼太郎の執り成しで許されている。
後の墓場鬼太郎の一部でも引き継がれているが、大塚周夫の担当版のみ、自分が劣勢に陥ると鬼太郎に対して女のような喋り（いわゆるオネエ言葉）になることがある。

### 第3期
第2作までと異なり、金儲けをする際にもきちんとした店舗・事務所をかまえているシーンが見られるようになり、商売の幅が広がった。普段はアパートまたはテントに住んでおり、本作から鬼太郎と共に行動することは第2作までと比べると少なめになるが、完全に全話登場でもう一人の主人公的に鬼太郎と対を成して事件に絡んでいるが、鬼太郎と共に行動することが減った分、掌を返して敵妖怪と手を組むことも増える。:第10話で「日本有数の音痴ゆえ、音楽による妖術が効かない」という他の作品にはない設定も描写された（ただし、オープニングの映像ではボーカルを担当している）。
本作では鬼太郎が「正義の味方」として強調される勧善懲悪的なシーンが多い為か、悪事を働いた際に原作以上に鬼太郎に懲らしめられることもある。ただし、時には浪花節的な男振りで鬼太郎を手助けすることもあり、八百八狸率いる隠神刑部の騒動の際は、人間の開拓作業に巻き込まれた側面のあるとは言え横暴な振る舞いの目立つ彼等を擁護しようとした鬼太郎に対し「同じ妖怪でもよ…あいつらは別だぜ。妙にプライドが高くってよぉ…。あいつの言いなりになってたら、俺達もこの先こき使われる事になるんだぜ。同情なんかする事ねえって…」と諌めた事もある等、妖怪側を被害者と見てしまう傾向の強い鬼太郎ファミリーとは異なる考え方をしている様子を見せる。また、本作ではコミカルな面が強められる他、　天童ユメコに惚れて彼女に言い寄る場面が多いが、ロリコン趣味という訳でも無く、大人の美女に惚れてしまうシーンも何度かあった。また、彼女の為ならば何でもしようとし、その為に身体を張って戦うシーンも見受けられ、女好きな面だけでなく一途な面も持つのだが、ユメコには相手にされず、彼女の歓心を買う為にした事が空回りし結果として却って彼女や周囲の迷惑になった例も少なくない等、報われない展開が多い。ネコ娘との天敵関係も変わらず、引っ掻かれたり化け猫の姿で脅される機会が増えた。本作ではケンカ仲間という面が強くなった。また、劇場版第4作では、ゲストヒロインのカロリーヌとの心の交流が描かれ、鬼太郎に次ぐ準主人公として活躍を見せたが、カロリーヌの死によって悲恋に終わる。
衣の色は濃い空色。風呂嫌いの設定は「自分で風呂を沸かすのが面倒くさい」という解釈もされ、温泉につかる場面は多い。本作からアニメでも皮膚病が全身に描かれるようになる。衣姿以外にタキシードや蝶ネクタイ姿など洋服を着ているシーンも比較的多くなり、その際には頭髪を中分けの金髪にしている。

### 第4期
あくどい商売を企むのは相変わらずで、全体的にきっぷの良い雰囲気な江戸弁に似た口調となり、露天商のような口調で商売をすることも多く、担当声優千葉繁の個性が反映され、歴代以上にアドリブの多いねずみ男となった。掌を返す調子の良さも健在で、事件の後に自分の悪事の責任を棚に上げた言動（他に過ちを犯した人間を説教したり、責任を取ったに過ぎない貢献を自慢したりなど）をして、ねこ娘に怒られて引っ掻かれるパターンも少なくなかった。ねこ娘との掛け合いや普段見せない優しさなども随所に表れ、ねこ娘の方もねずみ男を心配したりと、何かと気にかける描写も見られた。また、鬼太郎達の事件捜査に対して非協力的な態度を取った際に、ねこ娘にヒゲを掴まれて引っ張られ「ヒゲ（を引っ張るの）だけはやめてくれ」と泣きつく描写も多かった。多額の借金を抱え借金取りに追われることも頻繁になる一方、後半では金儲けの当てがない為か、ビルの清掃業や弁当配達等、比較的真面目にアルバイトする場面もしばしば見られた。従来同様に本作でも毎回登場するが、例外的に49話と59話だけ未登場であった。また、本作から登場しても顔見せ程度で妖怪の事件に絡まない回も描かれるようになるが、その場合だと大抵はロクな目に遭わない。
本作でメイン回（第16話、第24話、第26話、第36話、第42話など）の殆どは、彼の人情味が目立つ回となっている。他の妖怪（白うねり、がんぎ小僧など）の辛い境遇を放っておけないなどの人情に厚い一面も多く見られる事も多い。鬼太郎ファミリーに対しても、羽振りが良かった時には食事に誘ったり、結婚が決まった時には式に誘おうととする等、本人なりに気を許している面も見せるのだが、鬼太郎ファミリー（特に目玉おやじ、砂かけ婆、子泣き爺）の方からは基本的に邪険にしか扱われず、鬼太郎ファミリー内であの世鍋パーティーなどのイベントがあってもねずみ男だけが除け者にされてしまう展開もあり（流石に、妖怪なら誰でも参加していい「運動会」においては、例外無く誘われているが）、誘われても好き勝手に嫌味を言われてしまう、事件に巻き込まれたにも関わらず犯人として疑われる等、ねずみ男の行動に問題があるとはいえ、時には鬼太郎ファミリーの方が冷た過ぎるのではないかと思わせる描写もあった。一方、金や生きる為ならば意地汚い事であろうが何でもするという自分の生き方に内心では後ろめたさもある様子も見せており、金持ちの令嬢に「金だけが目的」と指摘された際も、「でなきゃ…俺ぁ生きていけねえんだよ…他に方法を知らねえんだ！！」と語っており、妖怪として大した力も持てず誰からも必要とされない「半妖」であったが故に、金に縋る事でしか生きる事さえ許されなかった孤独な人生を送ってきた事を伺わせる。その為か、マンモスフラワーに寄生され助かる見込みが無かった際は、自ら死を受け入れようとした事もある。
女性への執着は前作と比べ控えめになったが大金で美女をはべらせたりなど女好きな描写は多い。第24話では彼の悲恋が描かれ、自分を介抱してくれた少女・小百合に求婚されるが、陰摩羅鬼の罠だった。
初めて衣が原作に合わせて黄色になった。本作のみ袖口が小さくなり、裾がズボン型にデザインされている。キャラクターデザイン・設定資料での表情も原作を忠実に再現されており、全身皮膚病が前作よりも目立つ。第6話や第11話などでバスガイド・巫女・芸者などの女装もしている。

### 第5期
悪事を働くことや裏切ることが歴代シリーズより減少し、かわうそやアマビエなどの準レギュラーと共にコミックリリーフとしての活躍が目立つようになった。ストーリーテラー的なポジションはネコ娘が担当する事が多くなり、本作からねずみ男が未登場の回や出ても1シーン程度の回が増えるようになる。鬼太郎を裏切り罠に嵌めることも少なからずあるが、彼の立場が本当に危ない時は損得を考えず助けたり説得しようとする事もあり、裏切り時も鬼太郎の危機には心が揺れ動く描写が増えている。鬼太郎との友情が強調された他、ぬりかべ一家の為に心底嫌っているはずのタダ働きをしたり、見越し入道の子供を拾い意外な父性を見せる等、家族への憧れや子供に弱い面も多く描かれた。鬼太郎との友情にネコ娘が嫉妬する姿が描かれ、本人も第41話では自分が丸くなったことを気にしていたこともあった。第2話で妖怪横丁の面々に「半分は妖怪、半分は人間」「悪い所は人間そっくり」と言われる程度で、本作では歴代に比べて半妖怪として扱われる描写は少なくなっている。
手先が器用な鍵開けの名人で、68話で地獄の牢の鍵を針金一本でものの数秒で開けており、また勘が鋭い所がある。年代物のオープンカーに乗り換えているが、これは白山坊から譲り受けたもので、よく故障する。人間社会の順応性が極めて高い為、携帯電話やノートパソコンといった近代的なアイテムも難なく使いこなしており、鬼太郎親子もその器用さには一目置いている。一方、女性に関しては好みではない女性妖怪に好かれては難儀する（骨女、雪女のお黒、大蛇女）展開が多く、女性運に恵まれていない。
物語の後半期、ネコ娘と共に閻魔大王から鬼太郎の片腕として彼を支えていくよう指示を受ける。しかし、殆ど一人で生きてきたねずみ男にとって、例え閻魔の命令であろうが勝手に人生を決められてしまうのは耐えがたい苦痛でしかなく、その場は逆らえなかったが、内心では強い反感を抱いており、その後も自らの行動を改めようとはしなかった。
衣の色は黄色。本作からヒゲが原作並みに太くなる。慢性の全身皮膚病も無くなっており（設定ラフの段階では皮膚病が描かれている）、身嗜みに気を遣っている様子も多く見せる為、不潔な描写も全体的に控えめである。『劇場版』の同時上映の短編『おまけ上映 ゲゲゲ祭りだ!!五大鬼太郎』では、映像のみながらもアニメ歴代の5人のねずみ男の競演も果たしている。

### 第6期
過去作以上にドライな利己主義となり、半妖として人間からも妖怪からも蔑まれてきた過去から、人間も妖怪も心底から信じようとはせず常に斜に構えた態度を取っている。金儲けのために鬼太郎を利用する事が少なくなり、己の才覚のみで当世風ビジネスを開拓する能力に長けているが、その分狡猾さにも磨きが掛かっている。前作よりは出番が多くなったが未登場回もあり、出ても金にならないか保身を理由に事件に関わらないか途中で手を引くこともあった。金儲けの為に新しい事柄も積極的に取り入れる為、画面がひび割れた黄色のスマートフォンを常用し、インチキ商売でネット広告を打つ、ステルスマーケティングを行う、仮想通貨事業を立ち上げる等、悪い意味でネット社会に精通している。
ねこ娘との天敵関係は変わらないが、次第に普通に接するようになっており、直接折檻される描写も従来と比べ減っている。名無しとの戦いで絶望に陥った鬼太郎を叱咤激励し一発見舞うなど漢気も見せ、裏切る展開も歴代に比べ少なくなった他、鬼太郎ファミリーとの交流も比較的よく描かれている。鬼太郎やファミリーの彼への態度も歴代に比べ軟化している。一方で、旧知の仲でない他の妖怪や人間に対しては、歴代のように困っているのを見過ごせず助けるといった人情に厚い面は滅多に見せず、弱みに付け込んで利用するなどドライな態度が目立つ。
半妖として人間と妖怪の双方から差別されてきた経験とコンプレックスから、利己的な人間だけでなく、自分達に都合の良い被害者意識から暴力でしか解決しようとしない妖怪に対しても何処か冷めた視点を持っており、毒舌家で皮肉屋な面も強く、冷静に正論を吐く事もあり、彼の言った言動が後でその通りになるケースも多い。が、第20話で太平洋戦争を本当に嫌な時代だったと語って慰霊碑に手を合わせたり、南島で発見された戦没者の遺骨を遺棄するよう指示を受けた伐採業者に対し強い憤りを見せる等、戦争を恐れる良識な面も多く見られる。
恋愛回が2回あり、第10話では犬山まなに恋愛感情を抱いたが一瞬で失恋。この回を除き当初彼女には無関心な態度が目立ったが、損得抜きで共に行動したり、鬼太郎を裏切った際にまなの説得で考えを改めるなど仲は悪くない模様。第24話では石妖の結婚詐欺にあうが裏切られてなお相手を守ろうとするなど非常に純情な一面を見せた。
衣の色は第3作以来の濃い空色。従来の皮膚病は控えめながら描写されている（半袖半ズボンを着ても隠せる個所にある）。悪臭技は34話までは使用しておらず、人間に捕まっても抵抗できない、致命傷を負うことを恐れる等、非力な描写が目立っていた。担当声優の古川登志夫は第5作でねずみ男役のオーディションを受けていたが落選しており（第5作では、準レギュラーの蒼坊主を演じている）、今作で念願叶って演じることになった。

### 墓場鬼太郎
あくどい金儲けを企み、卑怯でずる賢い面もあるが、名士であることを鼻にかけることもある怪奇愛好家の側面も多く描かれており、幽霊電車に乗った際にも奇怪な現象を恐れる人狼とは対照的に、ねずみ男はしれっとしていた。お化け大学を卒業したと語るが、虚言であることが判明する。半妖怪であるため生命力は強く、ヒゲを煎じた毛生え薬は死に掛けの老人を生き返らせている（墓場鬼太郎の漫画版では単に「妖怪」としか明言されておらす、ねずみ男の血液を輸血してもらったヤクザの親分が若返っている。なお、この場合はアニメ版とは違ってねずみ男と同じヒゲは生えていない）。口臭による攻撃は勿論のこと、体から大量の垢を落としたりとかなり不潔で、フケの入った饅頭を食べた鬼太郎はショックで気絶してしまった。
本作の第2話で正式に鬼太郎親子と初めて出会っており、鬼太郎からは初対面の時点で「虫の好かないヤツ」と言われ、その後もお互いあまり関わりたくないと言い合い、何かと争いが絶えない付かず離れずの仲となっている。
衣の色は原作と同じ黄色。

## 水木による評
俗っぽく、人間味溢れるねずみ男は水木しげるのお気に入りで、『鬼太郎』シリーズ以外にも短編作品に多く登場する。水木はインタビューなどで「最も好きなキャラクターは」等の質問には必ず「ねずみ男」と即答している（他に気に入りのキャラは特にいないという。鬼太郎ファミリーや妖怪全体に愛着があるため、しいてあげられないとのこと）。水木はゲゲゲの鬼太郎という物語中でのねずみ男について
と解説している。
もともと水木は勧善懲悪のヒーローを好んでおらず、当初社会風刺的な色合いの強かった鬼太郎が、編集サイドの要望により水木の意志に反して次第に超能力で妖怪と戦うヒーローと化していったことから、水木自身のスタンスに近いねずみ男の活躍が増えていったという見方もある。
また、週刊実話版では回によっては事実上ねずみ男が主役で、鬼太郎親子は僅かしか（あるいは全く）登場しない話もある。

## モデル
モデルは水木自身だけでなく、友人であり貸本時代の先輩漫画家にあたる「梅田栄太郎」がモデルでもあるとされる。当時、水木同様に貧しい生活を強いられ窮乏を切り抜けようと策を練る梅田の逞しさと、ひょうきんで憎めない梅田の人柄を反映したのだという。その後、梅田は画業から印刷業に転身して成功を収め、穏やかな生活を送っている。水木の作品については時々読んでいると語っている。
なお、2010年度上半期（3 - 9月）に放送されたNHKの連続テレビ小説『ゲゲゲの女房』の作中では、水木の境港の幼なじみで儲け話に目ざといが、憎めない人柄の「浦木克夫」（配役：杉浦太陽）に人物設定を変え、「ねずみ男」のモデルとしている。
同作品では、オープニング画面のアニメ合成で鬼太郎や目玉オヤジ、猫娘など、水木作品の主要キャラクターとともに登場しており、最終回のラストシーンでもアニメ合成で水木作品の主要キャラクターとともに登場する。

## 他作品への登場
水木しげるの『コミック昭和史』には、ストーリーの進行役として登場。実際の報道写真の中に書き込まれていたり、当時の出来事に関する解説を行い「話がなめらかにゆきかねるとき、この俺が登場して語ることになっているのだ」と読者に話しかけているように、狂言回しとして出演している。他にも『神秘家列伝』など水木の伝記漫画系の作品でもストーリーの進行役として登場する事が多く、短編作品では忍者や仙人、錬金術師や神社の神、国会議員・腰巻売りなど様々な役割で登場している。
水木しげるのアシスタントをしていたことがあるつげ義春の短編漫画『噂の武士』には、宮本武蔵らしき男の噂を聞きつけて宿に集まった野次馬の中に、ねずみ男がまぎれこんでいる。
このほか、水木が直接手がけた事例ではないが、2017年の長編アニメーション『映画 妖怪ウォッチ シャドウサイド 鬼王の復活』では、鬼太郎と仲間たちと共に「コラボ出演」という形で登場。声はアニメで声の初代担当だった大塚周夫の息子・大塚明夫が担当した。30年後の未来の世界が舞台ゆえ、鬼太郎の存在を知る者ははごく限られているため、主人公らを危険分子と見なし鬼太郎を守るため仲間とともに現れる。しかし相手が子どもであり、目的が妖怪退治であると分かると、小金をせしめようと仲間の目前で「自分が鬼太郎だ」と騙そうとするが、背後で鬼太郎の下駄の音を聞くと、無条件で怖がるような描写がある。その後鬼太郎が最小限の助太刀はしたものの、彼らの敵を倒すのは本来の自分の役目ではないと言い残し去っていこうとした時は、「ここは恩を売ってお礼をもらえばいいんじゃないのか」と、がめつさを出しつつ遠まわしに彼らを手伝おうとする言動もした。エンディングでは報酬を貰い損ねて文句を言っているシーンがあり（セリフは無い）、鬼太郎と目玉おやじを呆れさせた。衣の色は灰色。

## 演者
各種媒体にてねずみ男を演じたのは以下の通り。
- 声優
  - 大塚周夫 -（第1期、第2期、テレビアニメ『墓場鬼太郎』、ラジオドラマ『ラジオ劇画傑作シリーズ ゲゲゲの鬼太郎』、まんがビデオ『墓場鬼太郎』、テレビドラマ『NHKスペシャル 鬼太郎が見た玉砕 〜水木しげるの戦争〜』）
  - 富山敬 -（第3期）
  - 千葉繁 -（第4期、アーケードゲーム『アニメチャンプ』）
  - 高木渉 -（第5期）
  - 大塚明夫 -（映画 妖怪ウォッチ シャドウサイド 鬼王の復活[31]、2025年版舞台『ゲゲゲの鬼太郎』）
  - 古川登志夫 -（第6期[32]）
  - 野沢那智 -（ゲーム『ゲゲゲの鬼太郎 異聞妖怪奇譚』）
  - 矢尾一樹 -（パチスロ『ゲゲゲの鬼太郎〜ブラック鬼太郎の野望〜』）
- 実写
  - 竹中直人 -（テレビドラマ『月曜ドラマランド ゲゲゲの鬼太郎』[33]）
  - うえだ峻 -（ビデオ映画『妖怪奇伝ゲゲゲの鬼太郎 魔笛エロイムエッサイム』[34]）
  - 大泉洋 -（劇場映画『ゲゲゲの鬼太郎』シリーズ）
  - 藤井隆 -（2022年版舞台『ゲゲゲの鬼太郎』[35]）
  - 大悟 -（P&Gジャパン「レノア クエン酸in 超消臭」テレビCM[36]）